# Ruhuhucerberus haughtoni
Ruhuhucerberus haughtoni és una espècie extinta de sinàpsid de la família dels gorgonòpids que visqué durant el Permià superior en allò que avui en dia és l'Àfrica oriental. Se n'han trobat restes fòssils a Tanzània. Es tracta de l'única espècie reconeguda del gènere Ruhuhucerberus. Era un gorgonop gros, amb el crani de fins a 33 cm de llargada. El nom genèric Ruhuhucerberus significa ‘Cèrber de Ruhuhu’ i es refereix a la conca sedimentària on fou descobert l'holotip de R. terror, avui considerat un sinònim de R. haughtoni, mentre que el nom específic haughtoni fou elegit en honor del paleontòleg britànic Sidney Henry Haughton.